# Obaga de la Canya
L'Obaga de la Canya és una obaga del terme municipal de Conca de Dalt, a l'antic terme d'Hortoneda de la Conca, al Pallars Jussà, en territori que havia estat del poble d'Hortoneda.
Es troba al sud-est d'Hortoneda, a la dreta de la llau de la Culla de Xoca i a l'esquerra de la llau de la Gavarnera, al nord-est del Clot de la Culla de Xoca i al sud de la Solana de la Gavarnera.